# Péter Bakonyi
Péter Bakonyi (Budapest, 17 febbraio 1938) è un ex schermidore ungherese, vincitore di due medaglie di bronzo nella scherma ai giochi olimpici.